# Dolly Collins
Dorothy Ann „Dolly“ Collins (* 6. März 1933 in Hastings, East Sussex; † 22. September 1995 in Balcombe, West Sussex) war eine englische Folkmusikerin.

## Leben
Dolly Collins wuchs in einer kunst- und volksliedinteressierten Familie in Südengland auf. In der Schule lernte sie das Klavierspielen und wurde in London vom Komponisten Alan Bush unterrichtet.
1966 begann ihre Zusammenarbeit mit ihrer jüngeren Schwester Shirley, einer anerkannten Folkmusikerin. Dolly arrangierte einige Lieder ihrer Schwester und begleitete sie 1967 auf ihrem Album Sweet Primroses auf dem Portativ. 1969 spielten sie zusammen mit etwa einem Dutzend weiterer Musiker und Sänger das Album Anthems in Eden ein, nachdem das Herzstück der Platte, der 28-minütige Liederzyklus A Song-Story, bereits ein Jahr vorher mit Unterstützung der BBC produziert worden war. Die beiden Schwestern traten regelmäßig gemeinsam auf.
Dolly Collins arbeitete auch für andere Musiker und Bands, so für The Incredible String Band auf dem Album The Hangman's Beautiful Daughter (1967), Matthews' Southern Comfort auf ihrem Debütalbum (1969) und Peter Bellamy auf The Transports (1977).
Ihre letzten Studioaufnahmen mit ihrer Schwester machte Dolly für das Album For As Many as Will (1978). Obwohl sie sich aus der Musikszene zurückzog, komponierte sie weiterhin und komplettierte kurz vor ihrem Tod einen Zyklus The Pity of War zum Ersten Weltkrieg und eine Messe, die sie zusammen mit der Dichterin Maureen Duffy geschrieben hatte.

## Diskografie (Auswahl)
- Shirley and Dolly Collins – Power of the True Love Knot (Polydor, 1968)
- Shirley and Dolly Collins – Anthems in Eden (EMI Harvest, 1969)
- Shirley and Dolly Collins – Love, Death and the Lady (EMI Harvest, 1970)
- Shirley and Dolly Collins – For as Many as Will (Topic, 1978)
- Shirley and Dolly Collins – Harking Back (Live in Concert 1978/1979, Durtro, 1998)
- Shirley and Dolly Collins – Snapshots (Fledg'ling, 2006)